# Compagnia della Rosa
La Compagnia della Rosa (o Società della Rosa) fu un'importante compagnia di ventura formata prevalentemente da mercenari italiani, attiva nel XIV secolo in Italia.
Venne fondata nell'agosto del 1398 a Bologna da Bartolomeo Gonzaga insieme a Giovanni da Buscareto. Alla sua nascita, la Compagnia della Rosa ebbe a disposizione 1.000 cavalieri e altrettanti fanti e venne impiegata alla difesa di Bologna contro Pino Ordelaffi.